# Louisenlund (Slesvig)
 For alternative betydninger, se Louisenlund (flertydig).
Louisenlund eller Luisenlund (oprindelig Teglhave) er en herregård beliggende ved Sliens Store Bredning i Sydslesvig. Administrativt hører Louisenlund under Gyby Kommune i Rendsborg-Egernførde kreds i den nordtyske delstat Slesvig-Holsten. I kirkelig henseende hører lokaliteten under Kosel Sogn. Sognet lå i den danske periode delvis i Hytten Herred (Gottorp Amt, senere Hytten Amt). Louisenlund Gods er på 300 hektar.

## Historie
Gårdens ældste navn er Teglhave. Under godset hørte nabobyerne Gyby og Esbrem. med kådnerstedet Arnsbjerg (Ahrensberg), avlsgården Carlsgård (hvis jorder består af opdyrkede mose- og hedeland) og den lille gård Kronsrød (Kronsrott). I 1563 kom gården til Hytten Herred (Gottorp Amt), i 1741 til det fra Gottorp adskilte Hytten Amt. Efter at Christian 7. i 1770 overlod området til sin søster Louise, der var gift med landgreven Carl af Hessen, blev den nuværende hovedbygning opført som sommerresidens for statholderne på Gottorp slot. Gården skiftede navnet til Louisenlund og fik nu status som adelsgods. Louise var datter af Frederik 5. og dronning Louise. Carl af Hessen var kendt som frimurer, spiritist og alkemist. Det var ham, som opførte et såkaldt alkymist- og frimurertårn i parken ved Louisenlund. 
Senere overgik godset til det lyksborgske fyrstehus. Gården kom dermed i kongehusets eje. Som følge af patrimonialjurisdiktionens afskaffelse i 1853 kom Louisenlund under det nyoprettede Egernførde Herred.  
Siden 1949 har Louisenlund været en tysk eliteskole for elever fra og med 5. klasse, og hvor de kan tage alle statsligt anerkendte afgangseksamener (→Louisenlund (skole)).

## Ejere af Louisenlund
- (1517-1535) Schack Sehestedt
- (1535-1549) Sivert Sehestedt
- (1549-1563) Stellanus Sehestedt
- (1563-1586) Adolf af Gottorp
- (1586-1587) Frederik 2. af Gottorp
- (1587-1590) Philip af Gottorp
- (1590-1616) Johan Adolf af Gottorp
- (1616-1659) Frederik 3. af Gottorp
- (1659-1663) Christian Albrecht af Gottorp
- (1663-1665) Ernst Christoph von Günterroth
- (1665-1703) Friedrich von Günterroth
- (1703-1713) Adelheid von der Wisch gift von Günterroth
- (1713-1730) Frederik 4.
- (1730-1746) Christian 6.
- (1746-1766) Frederik 5.
- (1766-1770) Christian 7.
- (1770) Louise af Danmark-Norge, gift af Hessen-Kassel
- (1770-1831) Carl landgreve af Hessen-Kassel
- (1831-1848) Louise Caroline prinsesse af Hessen-Kassel, gift Slesvig-Holsten-Sønderborg-Beck
- (1848-1878) Carl af Slesvig-Holsten-Sønderborg-Glücksborg
- (1878-1885) Frederik af Slesvig-Holsten-Sønderborg-Glücksborg
- (1885-1934) Frederik Ferdinand af Slesvig-Holsten-Sønderborg-Glücksborg
- (1934-1965) Frederik 2. af Slesvig-Holsten-Sønderborg-Glücksborg
- (1965-1980) Peter af Slesvig-Holsten-Sønderborg-Glücksborg
- (1980-) Christoph af Slesvig-Holsten-Sønderborg-Glücksborg